# Utica (Missisipi)
Utica – miasto w Stanach Zjednoczonych, w stanie Missisipi, w hrabstwie Ness.